# FK Garliava
Futbolo klubas Garliava ali na kratko Garliava je litovski nogometni klub iz mesta Garliava. Ustanovljen je bil leta 2008 in aktualno igra v 2. litovski nogometni ligi.

## Uspehi
- Pirma lyga:

PRVAKI (x):

## Uvrstitve
| Sezona | Div. | Liga        | Mesto | web         | Opombe          |
| ------ | ---- | ----------- | ----- | ----------- | --------------- |
| 2017   | 4.   | Trečia lyga | 7.    |             |                 |
|        |      |             |       |             |                 |
| 2021   | 3.   | Antra lyga  | 4.    | [ 1 ] [ 2 ] | Pirma lyga 2022 |
| 2022   | 2.   | Pirma lyga  | 12.   | [ 3 ]       |                 |
| 2023   | 2.   | Pirma lyga  | 8.    | [ 4 ]       |                 |
| 2024   | 2.   | Pirma lyga  | 15.   | [ 5 ]       |                 |

## Moštvo sezone 2024
Podatki z dne 5. januarja 2024.
| Št. | Država | Položaj | Igralec             |
| --- | ------ | ------- | ------------------- |
| 1   | Litva  | GK      | Gintas Malyj        |
| 4   | Litva  |         | Ignas Ambrazevičius |
| 7   | Litva  |         | Vilius Giedraitis   |
| 8   | Litva  |         | Elvinas Navickas    |
| 9   | Litva  |         | Lukas Sipavičius    |
| 11  | Litva  |         | Deividas Arlauskas  |
| 14  | Litva  |         | Karolis Gaižaitis   |
| 17  | Litva  |         | Benas Olencevičius  |
| 19  | Litva  |         | Rimvydas Karsokas   |
| 20  | Litva  |         | Ignas Miliūnas      |

| Št. |            | Položaj | Igralec            |
| --- | ---------- | ------- | ------------------ |
| 22  | Litva      |         | Tanas Petukauskas  |
| 24  | Litva      |         | Joris Ribikauskas  |
| 25  | Litva      |         | Neidas Antanaitis  |
| 26  | Litva      | GK      | Antanas Simokaitis |
| 31  | Belorusija |         | Cimafei Muraška    |
| 41  | Litva      |         | Titas Pranauskas   |
| 77  | Litva      |         | Ugnius Montvilas   |
|     | Litva      | DF      | Tomas Rakašius     |
|     | Litva      |         | Domantas Vitkus    |

## Znameniti igralci
- Evaldas Kugys (2022)